# Tibeti farkas
A tibeti farkast (Canis lupus filchneri). Korábban a szürke farkas (Canis lupus) eurázsiai alfajának tartották. 2020. február 19. óta különálló fajnak tekintik. (E sorok írásakor azonban még új fajnevet nem kapott. Ezért még a jelenlegi használatos). Ez az elkülönítés már korábban is felmerült (2017 óta vizsgálták).
A bizonyítékok viselkedési, genetikai és molekuláris biológiai bizonyítékokon alapulnak. Például olyan géneket hordoznak (hasonlóan a Himalájában élő őshonos népekéhez, az ott élő házi kutyáékhoz és a jakokhoz), amelyek segítik a légzést magashegységi körülmények között.
A kutatók úgy tartják most, hogy a himalájai farkas monofillikus vonalat alkot, amely a Himalája környezetéhez alkalmazkodott, amely miatt új fajnak kell tekinteni.
A más, hasonlóan kietlen hegyi környezetben élő (Kína, Tadzsikisztán, Kirgizisztán) farkasoktól jelentősen elkülönül genetikailag. Inkább az afrikai farkassal áll távoli rokonságban. 
Tibetben, Délnyugat-Oroszországban, Kínában, Mandzsúriában és Mongóliában él.
Közepes termetű farkas, hosszú, világos szőrrel.